# Agrilus alutaceicollis
Agrilus alutaceicollis (лат.) — вид узкотелых жуков-златок.

## Распространение
Россия (Приморский край), Китай.

## Описание
Длина тела взрослых насекомых (имаго) 3,4—4,1 мм. Отличаются заметной микроскульптурой пронотума. Вершина надкрылий усечённая с шиповидными краями. Тело узкое, основная окраска со спинной стороны тёмно-бронзовая с зеленоватым отблеском. Переднегрудь с воротничком. Боковой край переднеспинки цельный, гладкий. Глаза крупные, почти соприкасаются с переднеспинкой. Личинки развиваются на различных лиственных деревьях. Встречаются с мая по июль на высотах от 300 до 2000 м. Валидный статус был подтверждён в ходе ревизии, проведённой в 2011 году канадскими колеоптерологами Эдвардом Йендеком (Eduard Jendek) и Василием Гребенниковым (Оттава, Канада).